# Rhacaplacarus pervigens
Rhacaplacarus pervigens är en kvalsterart som först beskrevs av Wojciech Niedbała 1988.  Rhacaplacarus pervigens ingår i släktet Rhacaplacarus och familjen Phthiracaridae. Inga underarter finns listade i Catalogue of Life.